# Кокот Григорій Арсенійович
Григорій Арсенійович Кокот (1898—1943) — український освітянин та журналіст.

## Біографія
Народився 10 грудня 1898 року в селі Ледянка на Хмельниччині. Є рідним братом письменника та журналіста С. А. Ледянського. Закінчив Київський державний університет[2]. Пізніше переїхав до міста Миколаєва. До початку німецько-радянської війни — завідувач кафедри української мови та літератури Миколаївського педагогічного інституту[3], старший викладач.
На початку нацистської окупації Миколаєва з серпня 1941 року — директор Біржі праці. Пізніше став завідувачем відділу просвіти при Миколаївській міській управі. З 13 грудня 1941 року по 7 березня 1942 року очолював редакцію окупаційної газети «Українська думка», відповідав за підготовку та випуск газети.
Загинув від рук оунівців восени 1943 року в Миколаєві.